# Пол Велер
Пол Џон Велер (енгл. Paul John Weller) је енглески певач и музичар. Велер је славу постигао бендом The Jam (1972–1982). Каријеру је наставио са соул бендом The Style Council (1983–1989), а од 1991. године наступа као соло уметник.
Упркос широко распрострањеном критичком признању као певача, текстописаца и гитаристе, Велер је и даље остао национална, а не интернационална звезда и добар део његових текстова базиран је на британској култури.
Дејли телеграф написао је да је осим Дејвида Боуија тешко замислити неког другог британског извођача са тако дуготрајном и разноврсном каријером. Би-Би-Си га је 2007. године назвао једним од најпоштованијих текстописаца и извођача у последњих 30 година.
Добио је четири Брит награде - три је пута освојио награду за најбољег мушког извођача, а 2006. године награду за изванредан допринос музици.

## Детињство и рана младост
Велер је рођен 25. маја 1958. у Воукингу, Сари, Енглеска. Иако рођен као Џон Вилијам Велер, родитељи су га одувек звали Пол. Отац радио је као таксиста и грађевински радник, а мајка је била чистачица. Као дете слушао је тадашње бендове, Битлсе, Ху и друге. Када је уписао средњу школу, музика је већ била центар његовог интересовања, почео је да свира гитару. Са 14 година основао је први бенд, претечу групе Џем. Након завршетка школовања, посветио се искључиво музици.

## Џем
Џем je основан 1972. године. Бенд су чинили Пол Велер - вокал и бас, Стив Брукиз (Steve Brookes) - гитара и вокал и Рик Баклер (Rick Buckler) - бубњеви. Менаџер бенда био је Полов отац, Џон Велер. Састав Клеш био је један од првих заговорника бенда, те их је узео као подршку на турнеји 1977. године.
Џемов први сингл „In the City” уврстио их је у топ 40 у Великој Британији у мају 1977. Иако је сваки наредни сингл имао пласман у Топ 40, бенд је тек након објављивања песме са политичком конотацијом „The Eton Rifles” ушао у Топ 10, достигавши 3. место у новембру 1979. Све већу популарност доносила им је мешавина Велерових оштрих текстова са поп мелодијама. Њихов први сингл који је дошао до врха Топ 40 у Британији био је „Going Underground”, марта 1980.
Џем је, након Битлса, био прва група која је у једној емисији Top of the Pops извела две песме са истог сингла. То су успели са синглом на којем су биле песме „Town Called Malice” и „Precious”. Исти успех поновио је тек Оејзис, 1996. године. Џем је чак имао два сингла на листи првих 20 синглова у УК (UK Singles Chart) која нису била издата у Великој Британији. Немачка и низоземска издања ових синглова била су увожена у Велику Британију.
Како се популарност бенда повећавала, Велер је желео да истражује и друге стилове музике. Када је 1982. године најавио да ће распустити Џем крајем те године, остатак бенда био је изненађен. Иако су остали чланови Џема сматрали да има простора за даљи напредак, Велер је био упоран у одлуци да распусти бенд. Њихов последњи сингл, „Beat Surrender”, постао је четврти сингл на самом врху британске листе, постигавши број 1 већ у првој седмици издања. Опроштајни концерти Џема у Вембли арени били су распродати. Последњи концерт одржан је у Брајтон центру, 11. децембра 1982.

## Стајл каунсил
Почетком 1983. Велер је са клавијатуристом Миком Талботом оформио Стајл каунсил. Велер је довео Стива Вајта да свира бубњеве, као и певачицу Ди Си Ли (Dee C Lee) која је претходно била пратећи вокал групе Wham!
Без ограничења музичког стила, који је осећао у Џему, Пол Велер био је у могућности да експериментише са широким распоном музике, од попа, џеза, соула, ритам и блуз музике, хаус музике до народних балада. У ово време постигао је и први успех У САД са песмама „My Ever Changing Moods” и „You're The Best Thing”. У Аустралији је сингл „Shout to the Top” дошао до првог места на топ листама.
Након учешћа у Бенд ејду (Band Aid) 1984. године за гладне у Етиопији, Велер је децембра исте године основао свој хуманитарни ансамбл под називом The Council Collective. Ансамбл је снимио нумеру Soul Deep. Средства која су прикупили била су намењена рударима који су учествовали у штрајку који се у то време дешавао у Великој Британији и породици Дејвида Вилкија (David Wilkie), таксисте страдалом током штрајка.
У другој половини осамдесетих година, популарност бенда се смањивала. Коначној одлуци о распуштању бенда 1989. године, допринело је одбијање издавачке куће да објави пети студијски албум. Албум је ипак издат у малом тиражу на винилу, а касније је укључен на ретропсективни ЦД, који је објављен 1998. године.

## Соло каријера
Годину након распада Стајл каунсила, Велер је провео паузирајући. Први пут од своје 17. године, није имао ни бенд ни уговор са издавачком кућом. Убрзо је почео да ради на соло албуму који је објављен под називом Пол Велер 1992. године. Албум је имао и комерцијални и критички успех. У студио се вратио већ наредне године и снимио албум Wild Wood. Истоимена песма донела му је номинацију за награду Меркјури.
Албум Stanley Road из 1995. године, вратио га је на врхове топ листа у Великој Британији. Ово је и његов најпродаванији албум. На албуму налазе се хитови „The Changingman” и „You Do Something To Me”. Велер се нашао међу музичарима који се повезују са почецима покрета Бритпоп, из којег су касније проистекле групе попут Оејзиса, Блура и Пулпа.
Следећи албум Heavy Soul (1997), донео је нови, сировији звук. Сингл „Peacock Suit” дошао је до броја 4 на британској листи синглова, а албум до броја 2. Пети соло албум Heliocentric објављен је 2000. године. Иако је тада било говора да ће ово бити последњи Велеров албум, демантовао је гласине објавивши хит албум Illumination 2002. године. Следио је албум Studio 150 (2004) са обрадама песама разних музичара, а након њега As Is Now (2005).
Брит награду за животно дело добио је 2006. године. Исте године понуђен му је и витешко одликовање (Order of the British Empire), али је ову почаст одбио. Још једну Брит награду за најбољег мушког извођача добио је 2009. године. Ово је представљало велико изненађење и изазвало је бурну реакцију у кладионичарским круговима због великог броја улога управо на Велера. Компанија која је организовала клађење, изгубила је 100.000 фунти. Цео догађај резултирао је укидањем клађења за победника Брит награде.
Дупли албум 22 Dreams објављен је јуна 2008. године. Исте године Пол Велер је наступио на фестивалу Егзит.
Награду Godlike Genius Award, добио је 2010. године, Албум Wake Up the Nation из исте године, донео му је још једну номинацију за Меркјури награду. ЕП Dragonfly објављен је у лимитираном винил издању од 3000 копија 2012. године. У наредном периоду сарађивао је са бендом The Moons (вокали), као и са Олијем Мерсом, за чији четврти албум је написао песму.
У последњој епизоди ТВ серије Шерлок, појавио се у камео улози 2017. године.

## Приватни живот
Након формирања Стајл Каунсила, започео је везу са Ди Си Ли, чланицом бенда. Пар се венчао 1987. године, а разишао 1998. Из овог брака Велер има двоје деце. Из везе са Луси Халперин има ћерку, а још двоје деце добио је из везе са Самантом Сток. 2010. године, Велер се оженио са Ханом Ендруз са којом има троје деце.
Џон Велер, отац Пола Велера, који му је био менаџер током 30 година, од оснивања Џема, преминуо је 2009. године.

## Дискографија

### Џем
- In the City (1977)
- This Is the Modern World (1977)
- All Mod Cons (1978)
- Setting Sons (1979)
- Sound Affects (1980)
- The Gift (1982)

### Стајл каунсил
- Introducing The Style Council 1983
- Café Bleu 1984
- Our Favourite Shop 1985
- The Cost of Loving 1987
- Confessions of a Pop Group 1988
- Modernism: A New Decade 1989

### Соло
- Paul Weller (1992)
- Wild Wood (1993)
- Stanley Road (1995)
- Heavy Soul (1997)
- Heliocentric (2000)
- Illumination (2002)
- Studio 150 (2004)
- As Is Now (2005)
- 22 Dreams (2008)
- Wake Up the Nation (2010)
- Sonik Kicks (2012)
- Saturns Pattern (2015)
- A Kind Revolution (2017)[18]
- True Meanings (2018)